# 中原季時
中原 季時（なかはら の すえとき、生年不詳 - 1236年5月12日（嘉禎2年4月6日））は、平安時代末期から鎌倉時代前期にかけての武将。中原親能（藤原親能）の子。
源頼朝に仕え、朝幕関係の交渉役を務めた。元久2年（1205年）10月に京都守護に任じられて、山門騒動の鎮圧などに活躍した。承久3年（1221年）に出家して行阿と号した。同年の承久の乱では、鎌倉の留守居役を務めている。嘉禎2年（1236年）4月6日に死去した。